# Lenguas candoshi-chirino
Las lenguas candoshi-chirino es una pequeña familia cuasiasilada de lenguas indígenas que se extendía por el norte de Perú y posiblemente sur de Ecuador. Actualmente solo sobrevive una lengua, el idioma candoshi con unos 3 mil hablantes.

## Clasificación interna
La evidencia en favor de la familia candoshi-chirino es pequeña, ya que solo el candoshi está sustanciamente documentado. El chirino y el rabona son mencionados en la Relación de la tierra de Jaén (1586), recogido posteriormente en Relaciones geográficas de Indias. En esa relación se mencionan cuatro palabras del chirino, que tienen parecidos razonables con el moderno idioma candoshi. En cuanto al rabona se conocen una lista algo más extensa con nombres de plantas, entre los términos mencioandos Torero ha encontrado similitudes con el candoshi, aunque es adscripción de esta lengua al candoshi-chirino podría ser prematura. La lista provisional de lenguas candoshi-chirino sería por tanto:
- Idioma candoshi (3000 hablantes (1981), Datem del Marañón, Alto Amazonas, Perú)
- Idioma chirino († extinto, Amazonas, Cajamarca, Perú)
- Idioma rabona († extinto (siglo XVI), Zamora Chinchipe, Ecuador)

También se ha propuesto que otra lengua extinta de la cuenca del Marañón, el sacata, podría formar parte de la familia.